# Jan Nowodworski (historyk)
Jan Henryk Nowodworski (ur. 22 kwietnia 1837 we Włocławku, zm. 22 listopada 1893 w Warszawie) – polski historyk, nauczyciel, publicysta. Syn Franciszka Nowodworskiego, brat Michała Nowodworskiego, ojciec Stanisława Nowodworskiego.
Uczył się w Łęczycy, ukończył gimnazjum w Piotrkowie. Po dwóch latach studiów prawniczych na uniwersytecie w Moskwie przeniósł się na wydział filologiczny. W tym okresie uczestniczył w tajnych przygotowaniach do powstania styczniowego. W 1861 był jednym z dwóch moskiewskich delegatów na udaremnione przez policję spotkanie z polskimi studentami rosyjskich uczelni w Warszawie. Po ukończeniu studiów uczył języka polskiego, języków starożytnych i historii powszechnej w gimnazjum lubelskim oraz gimnazjach warszawskich, m.in. realnym i do 1880 V Rządowym Gimnazjum Filologicznym. W latach 1865–1869 poszerzał wiedzę z zakresu filologii i historii w Berlinie, Getyndze i Paryżu. Bezskutecznie ubiegał się o pracę na uniwersytetach w Warszawie i Sankt Petersburgu. Publikował artykuły historyczne m.in. w Przeglądzie Katolickim i redagowanej przez brata Michała Encyklopedii kościelnej. Przetłumaczył na polski i uzupełnił o wyniki swoich badań Historię powszechną Franza Josepha Holzwartha (wydana w latach 1879–1891). Dokonał także przekładu Nauki moralności darwinistowskiej. Krytyki etyki Herberta Spencera Victora Cathreina (Warszawa 1886) i Początków cywilizacji chrześcijańskiej Gottfrieda Kurtha (t. I-II, Warszawa 1888). W rękopisie pozostała jego synteza historii Anglii.

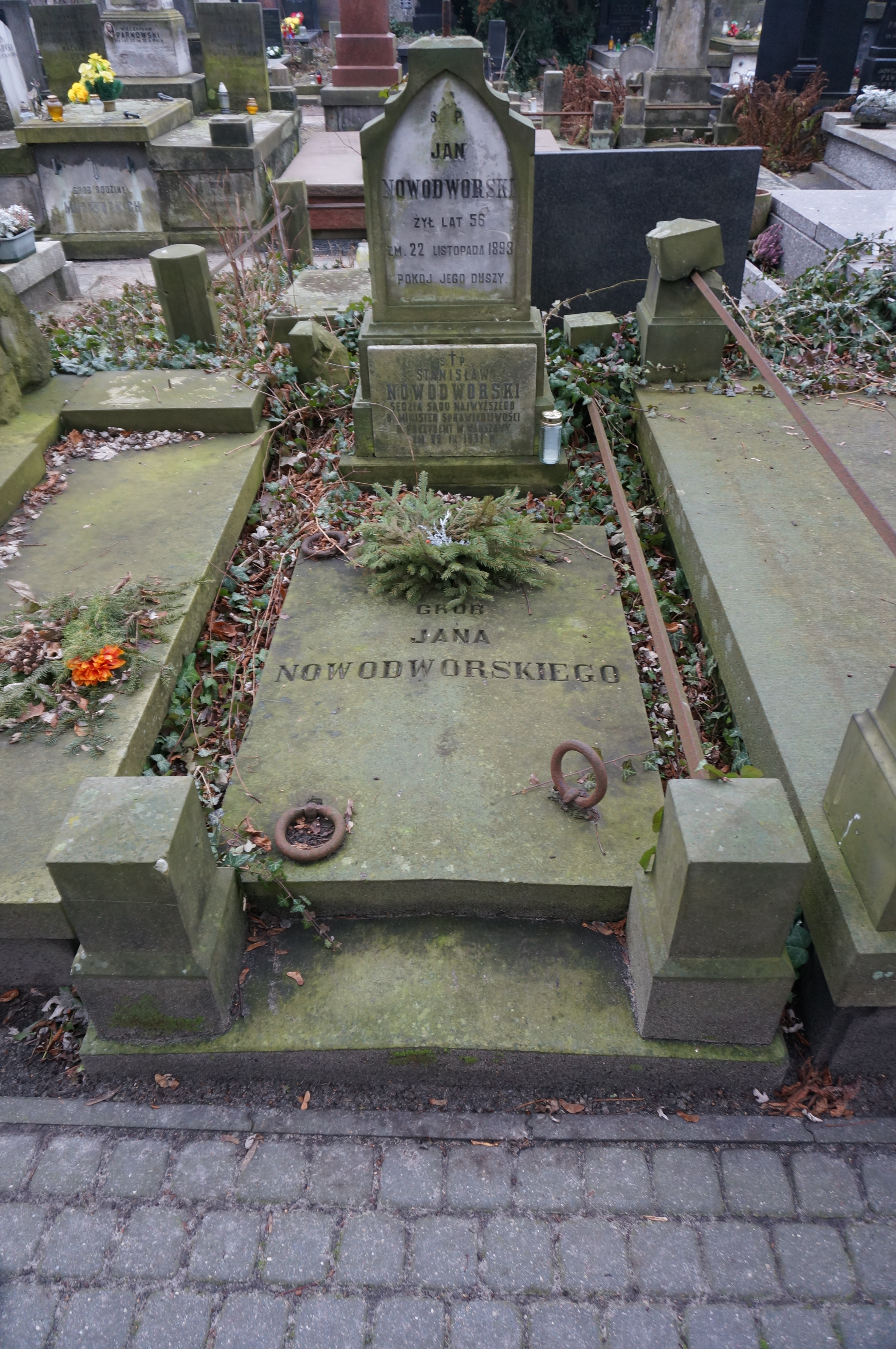
Grób Stanisława i Jana Nowodworskich na cmentarzu Powązkowskim

Jest pochowany na cmentarzu Powązkowskim (kwatera P-3-14).